# Марія де лос Долорес Бурбон-Сицилійська
Марія де лос Долорес Бурбон-Сицилійська (ісп. María de los Dolores de Borbón-Dos Sicilias), скорочено Долорес де Бурбон (ісп. Dolores de Borbón), повне ім'я Марія де лос Долорес Вікторія Філіпа Марія де лас Мерседес Луїза Карлота Еухенія Бурбон-Сицилійська й Орлеанська (ісп. María de los Dolores Victoria Felipa María de las Mercedes Luisa Carlota Eugenia de Borbón y Orleans), (нар. 15 листопада 1909 — пом. 11 травня 1996) — інфанта Іспанії з династії Сицилійських Бурбонів, донька інфанта Іспанії Карлоса Бурбон-Сицилійського та французької принцеси Луїзи Орлеанської, дружина 2-го ордината в Сеняві Августіна Юзефа Чарторийського, а після його смерті — Карлоса Чіас Оссоріо.

## Біографія
Народилась 15 листопада 1909 року у палаці Вілламехор у Мадриді. Була другою дитиною та старшою донькою в родині інфанта Іспанії Карлоса Бурбон-Сицилійського та його другої дружини Луїзи Орлеанської. Мала рідного старшого брата Карлоса й єдинокровну сестру Ізабеллу Альфонсу та брата Альфонсо від першого шлюбу батька. Згодом у неї з'явились молодші сестри Марія де лас Мерседес і Марія де ла Есперанса.
Була охрещена 23 листопада 1909 року у залі Ґаспаріні Королівського палацу Мадрида. Хрещеними батьками виступили герцог Орлеанський і королева-консорт Іспанії Вікторія Еухенія.
Батько у 1901 році відмовився від прав на престол Обох Сицилій та отримав титул інфанта Іспанії. До 1914 року сімейство мешкало у мадридському палаці Вілламехор. Долорес у родинному колі кликали Дола. Як і її сестри, вона відвідувала Colegio de las Irlandesas у Мадриді, виявляючи дивовижну завзятість в освоєнні предметів. У 1921 році сім'я переїхала до Севільї, куди її голову направили як генерал-капітана місцевого військового округу. По прибуттю інфанти були поміщені у школу-інтернат в Кастильєха-де-ла-Куеста. Під час вакацій матір відправляла Долорес до Франції вдосконалювати знання французької.
Із поваленням монархії у 1931 році сімейство виїхало до Риму, хоча республіканські солдати запевняли Карлоса, який був дуже популярним у Севільї, що з його родиною нічого не станеться і він може залишитись. Згодом з Італії перебралися до Швейцарії.

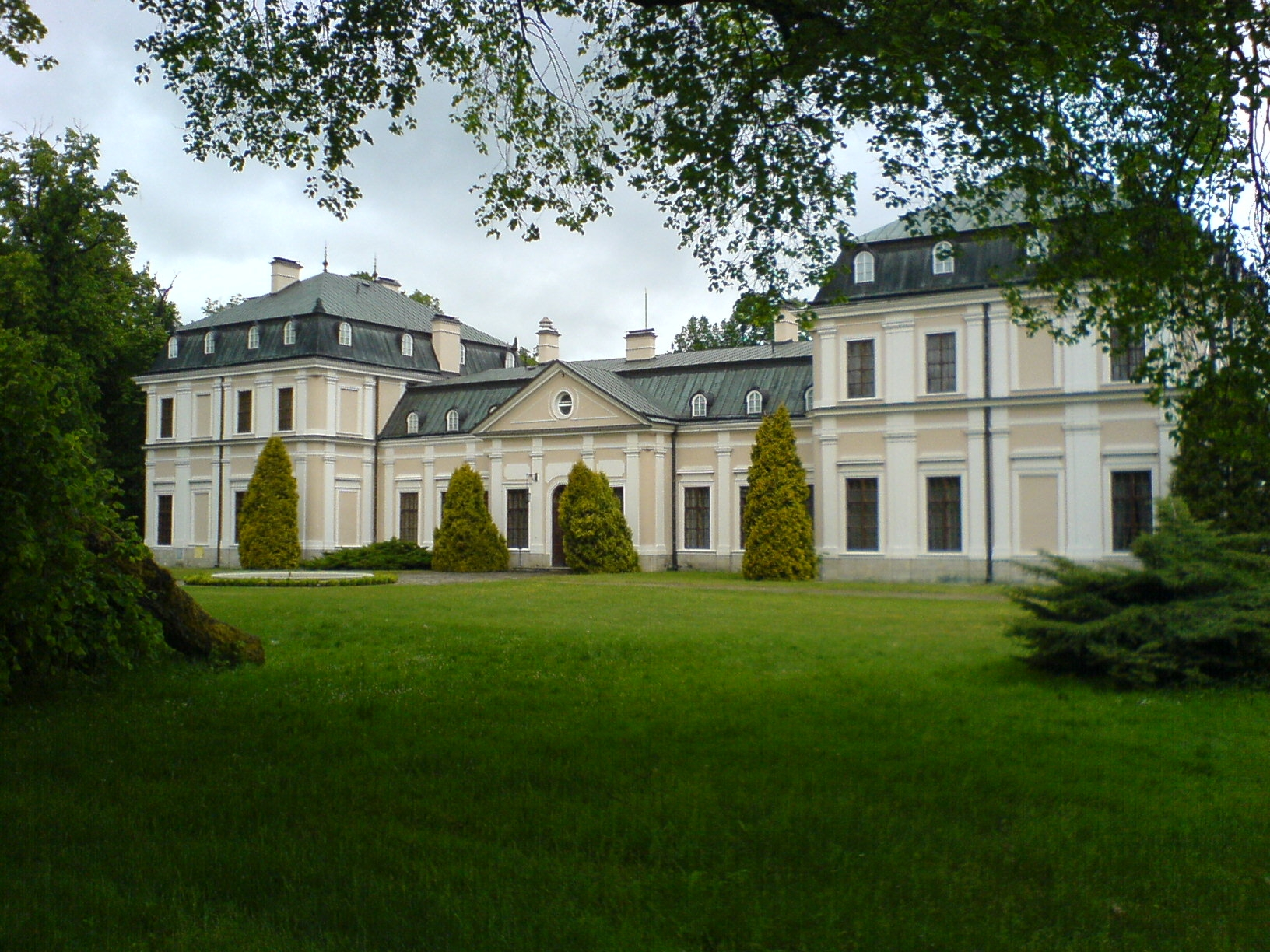
Палац Чарторийських у Сеняві

У віці 27 років Марія де Лос Долорес узяла шлюб із 29-річним Августіном Юзефом Чарторийським, польським шляхтичем, якого вона зустріла у Парижі. Цивільна церемонія пройшла 12 серпня 1937 в Уші, 16 серпня в Лозанні відбулося їхнє вінчання. Серед гостей на весіллі були присутніми скинутий король Іспанії Альфонсо XIII, колишня королева-консорт Португалії Амелія Орлеанська та колишній цар Болгарії Фердинанд I Кобург. Наречений був 2-м ординатом в Сеняві та керував Музеєм князів Чарторийських, відкритим у 1880 році. Після кількамісячної подорожі Європою молодята оселилися у Кракові, де він і був розташований.
Після початку Другої світової війни Августін Юзеф перевіз 16 ящиків з найбільш цінними експонатами музею до палацу в Сеняві. З наступом німецьких військ, шляхтич доправив коштовності до свого кузена, що проживав у Полкінах. Однак, гестапівці знайшли всі предмети та вивезли зі сховків найцінніші. Августін Юзеф і Марія де лос Долорес були заарештовані й ув'язнені в Раві-Руській, у захопленому німцями будинку, де раніше жила сім'я адвоката С. Юліуша Бардаха. Після переговорів і завдяки зв'язкам з італійською та іспанською королівськими родинами пара була депортована та виїхала до Парижу, звідки наприкінці 1939 року потрапила до Іспанії. 2 січня у Севільї народився їхній первісток. Всього мали двоє синів.

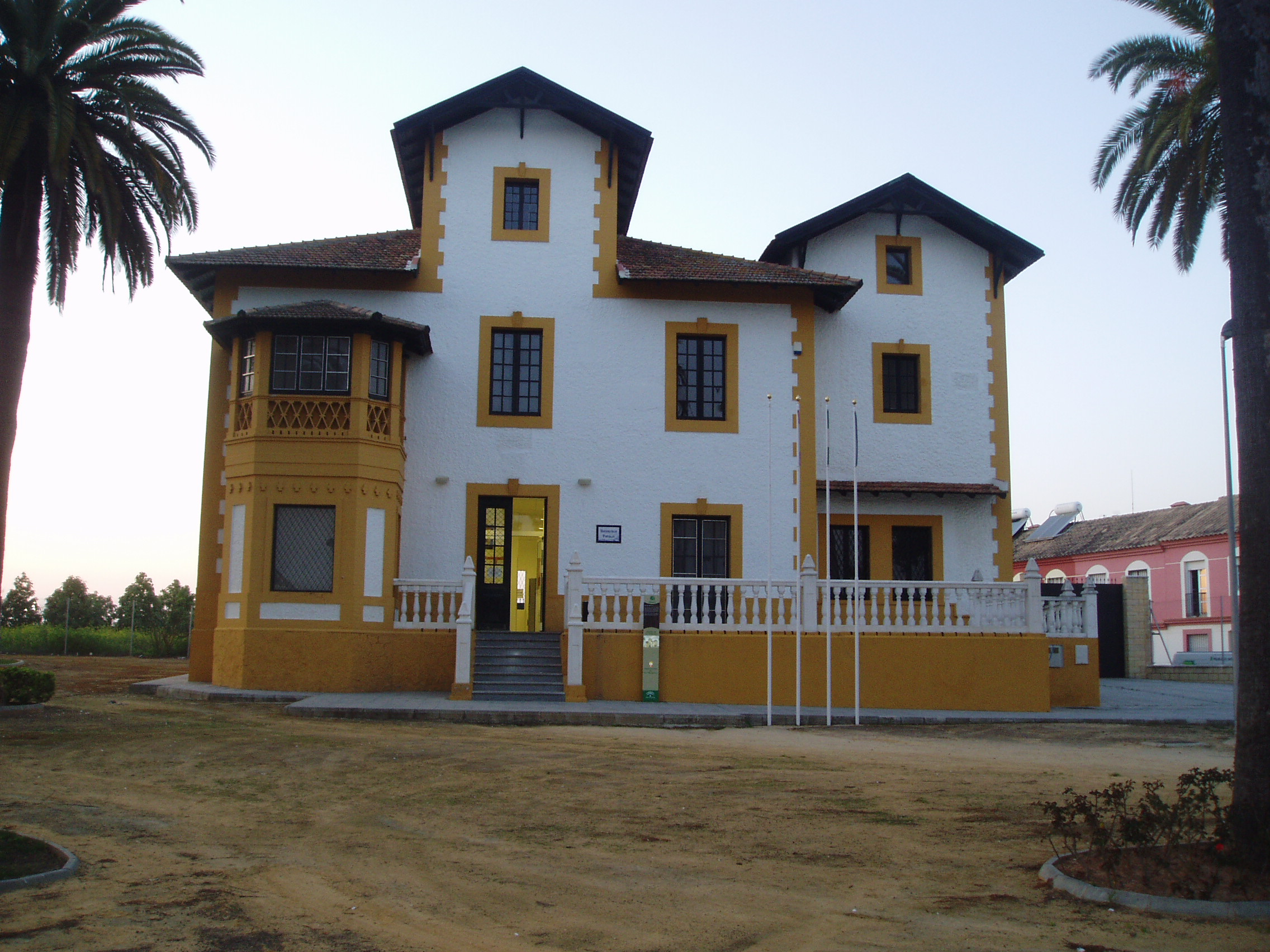
«Huerta de la princesa»

Після Другої світової війни власність Чарторийських була націоналізована польським урядом, і сім'я вирішила за краще не повертатися до Кракова, побоюючись радянських окупантів. Від 1943 року мешкали на фермі «Huerta de la princesa» у містечку Дос-Ерманас.
Августін Юзеф помер молодим у липні 1946 року, за два місяці після смерті молодшого сина. Долорес згодом закохалася у вчителя Адама Кароля і взяла другий шлюб.
У віці 41 року вона стала дружиною 25-річного каталонця Карлоса Чіас Оссоріо. Весілля пройшло 29 грудня 1950 в Севільї. Подружнє життя виявилося щасливим. Спільних дітей пара не мала. До 1958 року продовжували жити на фермі у Дос-Ерманас, після чого принцеса продала її за 600 000 песет, і подружжя переїхало до Мадриду.
Долорес померла 11 травня 1996 року в будинку для людей похилого віку «Las Rozas» у Мадриді. Згідно свого бажання, була похована у колегіальній церкві Святого Спаса в Севільї.

## Нагороди
- Орден Королеви Марії Луїзи (Іспанія) (4 березня 1929).
- Великий хрест Костянтинівського ордену Святого Георгія (Сицилійські Бурбони) (18 лютого 1960).

## Родина
Чоловік — Августін Юзеф Чарторийський
Діти:
- Адам Кароль (нар. 1940) — перебуває у другому шлюбі, має єдину доньку від першого союзу та двох онуків;
- Людвік Петро (1945—1946) — прожив 1 рік.